# Maliriget
 Der er for få eller ingen kildehenvisninger i denne artikel, hvilket er et problem. Du kan hjælpe ved at angive troværdige kilder til de påstande, som fremføres i artiklen.

Maliriget (1200 e.Kr. – 1400 e.Kr.) er sammen med Ghanariget (ca. 500 – 1000) og Songhai-Imperiet (1400 – 1591) blandt de vigtigste af de førkoloniale sudanesiske centrale kongedømmer. Da Ghanariget kollapsede omkring midten af 1000-tallet og hovedstaden Kumbi Saleh blev erobret af Sosoerne, blev riget efterhånden erobret og inkorporeret i Maliriget.
Mange historikere mener, at det er Trans-Sahara-handelen, som lagde grundlaget for, at Sudan-staterne kunne vokse frem som riger. Og meget af årsagen til at Trans-Sahara-handelens fremvækst tilskrives strategisk beliggende byer som Gao og Timbuktu. Timbuktu, som skulle vokse op til at blive Malirigets hovedstad, blev grundlagt af tuaregnomader, ved Nigerbugtningen i 1100-tallet. Man antager, at disse nomader på deres vandringer over ørkenen lod slaver blive tilbage ved Nigerfloden for at tage vare på ting, som de ikke kunne tage med videre på vandringerne. Slaverne dyrkede jorden, og tuareglejrene voksede gradvis op til at blive bofaste landsbyer, der senere voksede til et handelscentrum på grund af den strategiske beliggenhed midt mellem to andre vigtige handelsbyer, Gao og Djenné. Dermed blev Timbuktu knudepunktet mellem savannens jordbrugere og ørkenens nomader. Både tuareger, maurere, songhayer, fulanier, jøder og arabere fandt vej til Timbuktu.
I løbet af Malirigets tid blev befolkningen i områderne omvendt til islam. Dette var begyndt allerede under Ghanariget, da islamiske handelsmænd og nomader efterhånden slog sig ned i byerne. Ghanakongen blev imidlertid ikke omvendt, og dette kan måske forklare at ikke hele befolkningen blev omvendt. Da Malikongen konverterede til islam, fulgte folket i større grad efter. Islam førte for øvrigt også med sig færdigheder, nye kundskaber og ny teknologi samtidig med, at skriftlærde og statsmænd fulgte handelsruterne.
Man antager, at handel i stor grad blev monopoliseret under Mali-imperiet. Europæerne var mere eller mindre udelukkede fra handelen, som var forbeholdt muslimer. Europæerne blev først en del af handelen, da de udviklede en teknologi til at sejle til Guldkysten og fik oprettet handelsstationer der. I 1200-tallet indgik Mali alliancer med Marokko, hvilket forstærkede den muslimske monopolisering. Mali-imperiets voksende magt skyldtes ikke kun handel men også skyldtes tillige jordbrugets udvikling. Mali lå i de frugtbare kerneområder mellem senere tiders Guinea og Mali. Dette må have ført til befolkningsvækst, større udbytte og dermed flere handelsvarer, samt at flere kunne befatte sig med handel og lignende. Man antager, at det frem til 1200-tallet var vanskelig at trænge gennem de store skove syd for savannebæltet. I 1300-tallet indtrådte imidlertid en sådan gennemtrængen og et voksende handelssamarbejde med Akanriget kom i gang. Dette befæstede Mali-imperiets position som strategisk transitstation for handel. Ved hjælp af told og skatter øgede kongens formue formidabelt.
Mali og Timbuktus rigdomme blev efterhånden kendte. Rigdommene gik der rygter om helt til Europa og Arabien. Blandt andet blev Mansa Musa, kongen af Mali kendt på grund af sin pilgrimsrejse til Mekka i 1324. Ifølge Tarikh es-Sudans krønike fra 1655 havde han medtaget 60.000 tjenere og slaver på sin færd over Sahara og så meget guld, at guldprisen i Kairo sank med 10-12% i løbet af kongens ophold der. På trods af denne rigdom blev Musa, ifølge myten, ikke regnet som vigtigere end sin far, Sundjata, som blev regnet som gudekonge. At malikongen blev tilbedt som en gudekonge blev opdaget af Muhammed al-Tunisi på en af dennes opdagelsesrejser. Han opdagede, at Sudanområderne endnu havde præ-islamiske ideer om konge af Guds nåde, med faraoniske ritualer og menneskeofringer.
Efter sin pilgrimsrejse vendte Mansa Musa tilbage til Mali. Her udrustede han flere hundrede skibe og rejste ud for at nå den anden side af havet. Mansa Musa kom aldrig nogensinde tilbage. Efter Mensa Musa eksisterede Maliriget i omkring hundrede år til. Hvorfor Mali gik i opløsning vides ikke, men det antages at årsagerne var konflikter om arveret til tronen i forbindelse med, at flere småkonger forsøgte at løsrive sig fra Mali. Kongedømmet blev således svækket og songhayerne øst for Timbuktu overtog snart byen med magt. Mali blev hurtigt erobret og inkorporeret i Songhai-Imperiet.